# Krutovlatka
Krutovlatka (lat. Cleistogenes),  biljni rod iz porodice travovki. Sastoji se od 17 vrsta rasprostranjenih po Euroaziji. U Hrvatskoj je jedna vrsta kasna krutovlatka, C. serotina.

## Vrste
1. Cleistogenes caespitosa Keng
2. Cleistogenes calcarea Tzvelev & Prob.
3. Cleistogenes festucacea Honda
4. Cleistogenes gatacrei (Stapf) Bor
5. Cleistogenes hackelii (Honda) Honda
6. Cleistogenes hancei Keng
7. Cleistogenes kazanovskyi Tzvelev & Prob.
8. Cleistogenes kitagawae Honda
9. Cleistogenes krjukovae Tzvelev & Prob.
10. Cleistogenes mucronata Keng ex Keng f. & L.Liu
11. Cleistogenes nedoluzhkoi Tzvelev
12. Cleistogenes polyphylla Keng ex Keng f. & L.Liu
13. Cleistogenes probatovae Tzvelev
14. Cleistogenes ramiflora Keng f. & C.P.Wang
15. Cleistogenes serotina (L.) Keng
16. Cleistogenes songorica (Roshev.) Ohwi
17. Cleistogenes squarrosa (Trin.) Keng

## Sinonimi
- Kengia Packer; Bot. Notiser cxiii. 291 (1960) [nom. nov. superfl.]